# Tonalität (Musik)
Tonalität ist in der Musik ein System hierarchischer Tonhöhenbeziehungen. Töne werden dabei in Bezug auf einen Grundton als „Zentrum“ einer Tonleiter, oder auf eine Tonika als Zentrum einer Tonart betrachtet.

## Der Begriff Tonalität
Der Ausdruck Tonalität (französisch tonalité) rührt von Alexandre Choron (1810) her und wurde von François-Joseph Fétis 1840 entliehen. Obwohl Fétis die Bezeichnung allgemein für die musikalische Ordnung benutzte und eher von Arten der Tonalität sprach als von einem einzelnen System, bezieht sich der Begriff heute meist auf die Dur-Moll-Tonalität, die auch die diatonische, funktionale oder harmonische Tonalität genannt wird, eben das System musikalischen Aufbaus, das in der Klassik in Gebrauch war und dessen sich die meiste populäre Musik bis heute weltweit bedient.
Tonalität ist deshalb eine Eigenschaft von großen Teilen der abendländisch beeinflussten Musik: Tonale Musik bezieht sich innerhalb des vorherrschenden Systems aus 12 Halbtönen auf ein tonales Zentrum. Dieses besteht aus einem bestimmten Ton (dem Grundton bzw. Zielton) und den auf diesem aufbauenden sowie den damit verwandten Dreiklängen. Jean-Philippe Rameau meinte mit dem engeren Begriff Tonika auch schon einen Akkord (l’accord tonique). Er ist deswegen nicht synonym, weil auch eine einstimmige Melodie Tonalität hervorrufen kann.
Diese spezielle diatonische oder funktionale Tonalität bringt es mit sich, dass die in einem Musikstück vorkommenden Akkorde nach bestimmten Mustern zusammengesetzt sind und aufeinander folgen. Hierbei werden im Rahmen der Harmonielehre manche Akkorde als auflösungsbedürftige Dissonanzen, andere als in sich ruhende Konsonanzen gewertet. Eine Abweichung vom tonalen Zentrum verursacht einen Spannungsaufbau, eine Rückkehr eine Entspannung. Ebenfalls lassen sich in tonaler Musik die verwendeten Tonarten bestimmen. Genau genommen handelt es sich mit dieser Definition um die in unserem Kulturkreis fast selbstverständlich gewordene Dur-Moll-Tonalität.
Etwas allgemeiner lässt sich Tonalität fassen, wenn man von einem Tonsystem, also einer Auswahl von Tönen fester Tonhöhe ausgeht. Dort kann es je nach System ein, zwei oder mehr Töne mit einer größeren Ruhewirkung, Schlusswirkung oder Auflösungswirkung geben. Diese Eigenschaft kann sich schon an einstimmigen Melodien zeigen. Entwickelt sich die Musik von diesen Ruhetönen weg oder baut zu ihnen Spannung auf, so wird die Annäherung an einen Ruheton und Auflösung der Spannungen wieder als Ruhewirkung oder gar als Schlusswirkung empfunden und ein tonales, eventuell nur vorübergehendes Zentrum erreicht. Als Beispiel lassen sich schon die mittelalterlichen Kirchentonleitern anführen, die Melodien hervorgebracht haben, die sich dem Dur-Moll-Schema nicht vollständig fügen können, ohne ihre Charakteristik zu verlieren.

## Geschichte
Aristoxenos’ Musiktheorie ist ein frühes Musterbeispiel für angewandte Mathematik aus der klassischen Antike kurz vor Euklid und beschäftigt sich mit Tonsystemen als erstes exakt. Er baute die Musiktheorie strikt auf der Wahrnehmung mit dem Gehör auf und gilt daher als der führende Harmoniker. Er lehnte die akustische Musiktheorie der Pythagoras-Schule ab, die Intervalle über Zahlenverhältnisse definierte, als Abirren auf ein fremdes Gebiet und kritisierte ihre unüberprüfbaren Hypothesen (Archytas) und ihre mit Ungenauigkeiten behafteten Flöten- und Saitenexperimente. Euklid, der in seiner Musikschrift Teilung des Kanons eine pythagoreisch-modifizierte Fassung des diatonischen aristoxeneischen Tonsystems bot, bewies gleichzeitig aber eine Reihe von Sätzen gegen die Harmonik des Aristoxenos.
Alle späteren antiken Musiktheoretiker im Bereich der Harmonik übernahmen von Aristoxenos die musikalische Terminologie. Aristoxeneer (z. B. Psellos) heißen diejenigen Musiktheoretiker, die sich an der Lehre des Aristoxenos orientierten und sich von der pythagoreischen Richtung fernhielten. Sie entfernten jedoch fälschlicherweise alle Mathematik aus seiner Lehre, das heißt alle Axiome und Beweise und viele Definitionen, ferner auch die ganze experimentelle wahrnehmungsbezogene Fundierung. Das führte zu einer Reihe von Missverständnissen.
Vertreter einer aristoxeneisch-pythagoreischen Kompromisslinie waren auch Eratosthenes und vor allem Ptolemaios.
Ptolemaios wirkte weiter über Boethius, der den Disput zwischen der Pythagoras- und Aristoxenos-Schule im lateinischen Sprachraum tradierte und wesentlichen Einfluss auf die mittelalterliche und heutige Tonsystemtheorie hatte. In der mittelalterlichen Musik bekamen die aristoxenische Formen der Oktave, die auch als Oktavgattungen bezeichnet werden, eine praktische Bedeutung für die Kirchentonarten.
Die tonale Musik löste dann die modale Musik des Mittelalters ab, die auf den Kirchentonarten beruhte, wobei viele der Merkmale von Tonalität schon dort galten. Die authentische Kadenz nimmt in ihr eine zentrale Stellung ein, an ihrem Ende teils sogar eine ausschließliche. Im 18. Jahrhundert waren schließlich nur noch die Tongeschlechter Dur und Moll übrig. Moll bleibt aber als gleichnamiges Moll und paralleles Moll immer noch zweideutig. Es wurden Stufentheorie und die Funktionstheorie als Systeme der musikalischen Analyse entwickelt, jedoch nachträglich als deren Gesetze schon längst wieder außer Kraft gesetzt waren, nämlich Ende des 19. Jahrhunderts vor allem durch Hugo Riemann. Ein Gegner dieser Richtung war Johannes Brahms. Zitat Hermann von Helmholtz: Die Vorherrschaft des Tonalen wirkt als Verbindungsglied für alle Töne eines Stückes.
Bei der Kadenz in der klassischen Musik als Ordnungsprinzip seit 1700 für ca. 200 Jahre handelt es sich um eine harmonische-tonale und gewichtsmäßig-metrische Gruppierung. Die einzelnen Stimmen bewegen sich einem Schluss zu, der als Tonalitätszentrum empfunden wird. Entfernt man sich vom Zentrum wird das als unbetonter, angehobener Schritt empfunden. Ebenso tragen rhythmische Aspekte zum Empfinden der Tonalität bei: ein erster Ton, ein erster Klang wird als Tonalität aufgefasst. Im 19. Jahrhundert wurden bei Richard Wagner und anderen Komponisten nach und nach die Grenzen der Tonalität erweitert, bis sie im musikalischen Impressionismus (z. B. Claude Debussy) schon nicht mehr stufen- oder funktionsharmonisch betrachtet werden konnte.
Die Befreiung von den Beschränkungen der Tonalität brachte im 20. Jahrhundert die atonale Musik der Wiener Schule (u. a. die Komponisten Arnold Schönberg, Alban Berg und Anton Webern). Kritiker des atonalen Komponierens war u. a. der alte Paul Hindemith, der in seiner Unterweisung im Tonsatz (1937–39) ein tonales System auf der Basis von Konsonanz/Dissonanz-Verhältnissen der Intervalle konstruierte. Das Hindemithsche System konnte sich allerdings nicht durchzusetzen, da sich längst Systeme wie die Zwölftontechnik, die zur Seriellen Musik weiterentwickelt wurde, etabliert hatten.
Während in der Neuen Musik die Atonalität vorherrscht, sind heutigentags nahezu alle Bereiche der populären Musik durch eine mehr oder weniger erweiterte Tonalität geprägt.

## Zwischen Tonalität und Atonalität
Die Erweiterung und die daraus resultierende Auflösung der Tonalität lässt sich im Wesentlichen an drei Grundprinzipien festmachen, die erst zusammen genommen – wie etwa in der Zwölftonmusik – Atonalität in engerem Sinne garantieren. Da diese Grundsätze – (überwuchernde) Chromatik, erweiterte, nicht mehr funktionale Klangverwandtschaft und die „Emanzipation der Dissonanz“ – zu Beginn des 20. Jahrhunderts gemeinsam auftraten, werden sie in der entsprechenden Literatur oft (fälschlich) unter dem Begriff der Atonalität subsumiert, obwohl es sich jeweils um ein eigenständiges musiktheoretisches und musikhistorisches Phänomen handelt.

### Chromatik
Die aus 12 Halbtönen bestehende chromatische Skala hat aufgrund ihrer symmetrischen Struktur im Gegensatz zu asymmetrischen Dur- und Moll-Tonleitern und anderen diatonischen Modi keinen (eindeutigen) Grundton und erfüllt damit die Bedingungen atonaler Musik in melodischer Hinsicht. Ähnliches gilt auch für andere Skalen, wie etwa Ganztonleiter, verminderte Skalen oder allgemein „Modi mit begrenzten Transpositionsmöglichkeiten“ (kurz: Messiaen-Modi). Durch den übermäßigen Gebrauch alterierter Tonstufen wird die Strebewirkung von Leittönen und die damit verbundene Empfindung eines Grundtons unterbunden. Dennoch können – bei entsprechender harmonischer Gestaltung – auch extrem chromatische Werke, wie etwa Johann Sebastian Bachs h-Moll-Fuge aus dem Wohltemperierten Klavier, durchaus einer Tonart (hier eben h-Moll) und damit einem Grundton (h) zugeordnet werden (Schönberg: „Bach arbeitete mit den zwölf Tönen manchmal auf solche Weise, daß man geneigt sein könnte, ihn als den ersten Zwölftonkomponisten zu bezeichnen“):
 Anhörenⓘ
Umgekehrt kann ein Grundton selbst in rein diatonischen Werken fehlen, wie etwa in György Ligetis 15. Klavieretüde White on White.
Siehe auch: Chromatik, Alteration

### Erweiterte Klangverwandtschaft
Die Tonalität (genauer: „harmonische Tonalität“) verwirklicht sich auf engstem Raum in der authentischen Kadenz. In ihr sind sämtliche diatonischen Stufen einer Dur- oder Moll-Tonart enthalten und werden durch die quintverwandten Hauptfunktionen Tonika, Subdominante und Dominante (kurz: T, S und D) repräsentiert. Eine erste Erweiterung erfuhr dieses tonale Geflecht durch die Einführung entfernt-terzverwandter Klänge (sogenannte Medianten: TP und TG), die nicht mehr leitereigen und damit nicht mehr diatonischen Ursprungs sind. In der Folgezeit entwickelten viele Komponisten Harmonien, die sich nicht mehr in eine gemeinsame Tonart einpassen lassen, etwa „Mediantvarianten“ (T – tp und t – TG) oder chromatische Verbindungen wie die eines Leitklangs, der einen Halbtonschritt unter der Tonika liegt (DG), und des „freien Neapolitaners“ (sG). Sie experimentierten damit bis hin zu Klängen, die keinerlei Beziehung mehr zueinander aufweisen (etwa Klänge, die im Abstand eines Tritonus zueinander stehen):
Obwohl diese Dreiklänge jeweils für sich genommen auf einen Grundton bezogen werden können (C-Dur-Akkord, es-Moll-Akkord etc.), besitzen sie kein gemeinsames tonales Zentrum; die „formbildende Tendenz der Harmonie“ wird außer Kraft gesetzt. Insbesondere für Kompositionen, in denen die übergeordnete Bezugstonika überhaupt nicht erklingt und eine Tonart nur an der entsprechenden Vorzeichnung abgelesen werden kann, haben sich zur Abgrenzung gegenüber der eigentlichen Atonalität die Termini freie Tonalität und Atonikalität etabliert. Dieses Phänomen lässt sich analog zur Zwölftontechnik als „Methode nur noch aufeinander bezogener Klänge“ oder als „permanente Modulation“ (der Übergang von einem tonalen Zentrum zu einem anderen) erklären bzw. deuten. Chromatik und erweiterte Klangverwandtschaft gehen insofern Hand in Hand, als sie beide einen ausgedehnten Tonvorrat einführen.

### Emanzipation der Dissonanz
Wie symmetrische Skalen besitzen auch symmetrische Klänge kein (eindeutiges) tonales Zentrum, selbst wenn sie – wie etwa der übermäßige Dreiklang (in Melodisch-Moll) oder der verminderte Septakkord (in Harmonisch-Moll) – leitereigen sind (a). Diese Eigenschaft – die Mehrdeutigkeit sog. „vagierender Akkorde“ – wird bei der „enharmonischen Modulation“ zur Überbrückung mehrerer Quintschritte nutzbar gemacht, indem sie zuerst auf den einen, später auf den anderen Grundton bezogen werden. In ähnlicher Weise ambivalent – und mit diesen eng verwandt – sind Klänge, die sich aus Bestandteilen verschiedener Tonarten zusammensetzen (siehe Bitonalität, Polytonalität) – beispielsweise das gleichzeitige Erklingen eines C-Dur-Akkordes mit dessen Mediante E-Dur, oder der (Moll-)Subdominante f-Moll mit der Dominante G-Dur (b). Das Ergebnis wirkt dabei umso dissonanter, je weiter die einzelnen Harmoniekomplexe im Quintenzirkel voneinander entfernt sind (c). Das Schlagwort von der „emanzipierten Dissonanz“ bezieht sich dabei auf die Tatsache, dass derartige Klanggebilde nicht mehr gemäß den Regeln des traditionellen Tonsatzes aufgelöst werden. Dies gilt auch (und im Besonderen) für Harmonien, die keine Terzenschichtung mehr aufweisen, so etwa Quartenakkorde und deren Weiterentwicklungen (der „mystische Akkord“ Alexander Skrjabins oder der „Turangalîla-Akkord“ Olivier Messiaens), die nach dem hergebrachten Verständnis als unaufgelöste Vorhaltskonstruktionen aufgefasst werden, faktisch aber bewusst die Tonalität verlassen (d). In ihrer letzten Konsequenz bedeutet die Emanzipation der Dissonanz die völlige Gleichberechtigung sämtlicher Intervalle und der aus ihnen gebildeten Harmonien – bis hin zum diatonischen, ganztönigen oder chromatischen Cluster (e):
Im Gegensatz zum Begriff der Atonalität lehnte Schönberg die Bezeichnung „emanzipierte Dissonanz“ nicht ab, sondern schreibt: „Meine Schule, der Männer wie Alban Berg, Anton Webern und andere angehören, strebt nicht nach Herstellung einer Tonalität, schließt sie aber nicht vollständig aus. Das Vorgehen beruht auf meiner Theorie von der ‚Emanzipation der Dissonanz‘.“ Tatsächlich widersprechen sich selbst extreme Dissonanz und Tonalität nicht, wenn dissonante Töne als „koloristische Zusätze“ zu einem ansonsten tonalen Geschehen benutzt werden. Ein Beispiel dafür ist der zweite Satz aus Arvo Pärts Collage über B-A-C-H (1964).
Siehe auch: Quartenharmonik, Cluster

### Geschichtliche Entwicklung hin zur Atonalität
Die Atonalität gestreift hatten schon Franz Liszt – in seinen späten Klavierstücken – und Alexander Skrjabin. Der überwuchernde Gebrauch von Chromatik während der Spätromantik oder bei Komponisten wie Max Reger hatte atonale Tendenz. Auch die Verwendung von Bitonalität oder Polytonalität, dem Gebrauch von zwei oder mehreren Tonarten gleichzeitig, führte in den Grenzbereich der Atonalität. Die erste Phase, die in der Aufgabe der traditionellen Harmonik besteht, wird auch „freie Atonalität“ genannt. Schönberg versuchte ein Ordnungsprinzip innerhalb der atonalen Musik zu schaffen und entwickelte die Methode der „Komposition mit zwölf nur aufeinander bezogenen Tönen“ (später als Zwölftontechnik apostrophiert), die er ab 1923 (in einigen der Fünf Klavierstücke op.23 und in den meisten Sätzen der Suite für Klavier op.25) erstmals anwendete. Dieses Zwölftonprinzip garantiert aber zunächst noch nicht zwingend die Atonalität, sondern lediglich eine weitgehend gleichmäßige Verteilung der zwölf temperierten Halbtöne innerhalb des kompositorischen Satzes. Je nach Reihenstruktur und vertikaler Organisation der Töne ist es durchaus möglich, Stücke in Reihentechnik zu komponieren, die als tonal empfunden werden. Schönberg hat einige seiner komplementären Reihen sogar bewusst so konstruiert, dass nach der vertikalen Entflechtung ihrer Hexachorde die Ausrichtung auf ein tonales Zentrum möglich wird. Durch zweckdienliche Materialdisposition generiert er sodann mit einer einzigen Grundreihe alternierend tonale und atonale Zonen. Im Klavierstück op. 33a und im Klavierkonzert op. 42 verbindet sich dieses Vorgehen mit einer klaren formalen respektive inhaltlichen Intention (vgl. „Theorie der Tonalität“ (2013), S. 155 ff). Die Zwölftontechnik wurde nach dem Zweiten Weltkrieg zum Serialismus weiterentwickelt und dominierte die Avantgarde der „ernsten“ Musik während der 1950er Jahre in Europa. Weitere wichtige Wegbereiter der atonalen Musik waren neben Alban Berg und Anton von Webern (die zusammen mit Schönberg unter die sogenannte Zweite Wiener Schule subsumiert werden) Ernst Krenek, Igor Strawinsky, Béla Bartók und viele andere mehr.